# Peter Schauder
Peter Schauder ist ein deutscher Internist, Gastroenterologe, Ernährungsmediziner und Hochschullehrer. Er war Gründungspräsident der Deutschen Gesellschaft für Ernährungsmedizin.

## Werdegang
Peter Schauer wurde 1965 an der Universität Mainz zum Dr. med. promoviert. Er war über lange Jahre als Internist in der Abteilung Gastroenterologie und Endokrinologie an der Universität Göttingen tätig. 1991 war er Mitinitiator und Mitbegründer der Deutschen Gesellschaft für Ernährungsmedizin und der erste Präsident des Vereins.

## Auszeichnungen (Auswahl)
- Ehrenmitgliedschaft der Deutschen Gesellschaft für Ernährungsmedizin (2012)

## Publikationen (Auswahl)
- Peter Schauder (Hrsg.): Ernährung und Tumorerkrankungen. Karger, Basel 1991, ISBN 978-3-8055-5383-4
- P. Schauder, Günter Ollenschläger, G. Wolfram: Curriculum Ernährungsmedizin: Bisher kaum Veranstaltungen an medizinischen Fakultäten. Dtsch Ärzteblatt 1992; 89: A1 3134-3137
- Günter Ollenschläger, H. Böhles, Reinhold Kluthe, P. Schauder, U. Schwantes, H.J. Seitz, G. Wolfram: Curriculum Ernährungsmedizin der Bundesärztekammer – Ein Beitrag zur Sicherung und Verbesserung der ernährungsmedizinischen Versorgung in Deutschland. Akt Ernähr Med 1996; 21: 219-222
- Peter Schauder, Günter Ollenschläger (Hrsg.): Ernährungsmedizin: Prävention und Therapie, 1.–3. Aufl. Elsevier, Urban und Fischer, München/Jena 2006, ISBN 978-3-437-22921-3
- Peter Schauder, H. Berthold, Heyo Eckel, G. Ollenschläger (Hrsg.): Zukunft sichern: Senkung der Zahl chronischer Kranker. Deutscher Ärzteverlag, Köln 2006, ISBN 978-3-7691-0457-8
- Anne M. Beck et al.: The European view of hospital undernutrition. Nutr Clin Pract 2003 Jun;18(3):247-9. doi: 10.1177/0115426503018003247.